# Táborfalva
Táborfalva es un pueblo húngaro perteneciente al distrito de Dabas, condado de Pest.

## Superficie
Cuenta con una superficie de 42,05 km².

## Demografía
Hasta 2024 la población era de 3337 habitantes, con una densidad de población de 79,35 hab/km².
| Gráfica de evolución demográfica de Táborfalva entre 2020 y 2024 |
|                                                                  |
| Datos según la Oficina Central de Estadística de Hungría.        |